# 무로마치 도노

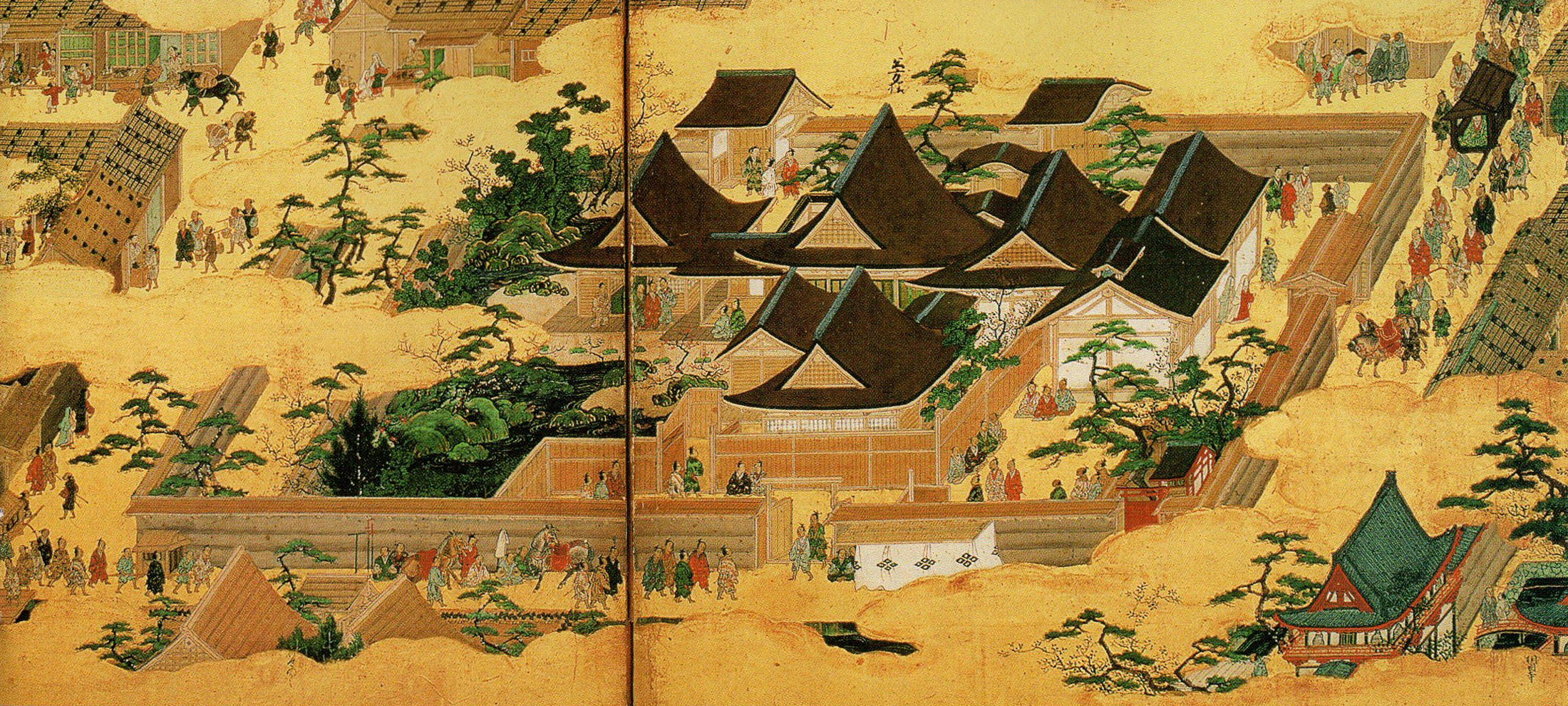
《낙중낙외도 (洛中洛外圖)》에 그려진 무로마치 도노(室町殿)

무로마치 도노(일본어: 室町殿)는 현재 교토부 교토시 가미교구 가라스마루 이마데가와 북서쪽 일대에 있었던 저택이다. 무로마치 막부 아시카가 쇼군 가문의 저택이다. 현재 도시샤 대학 이와데가와·신마치 캠퍼스에 있는 간바이칸(寒梅館) 건물에 위치했었다.

## 개요
당시 이 지역은 무로마치(室町)라고 불렸기 때문에 쇼군의 저택은 무로마치 도노(室町殿), 무로마치 다이(室町第) 혹은 무로마치 어소(室町御所)라고도 불렸고, 무로마치 시대라는 말도 여기에서 기인된 것이다.
남북조 시대(南北朝時代), 아시카가 다카우지는 고다이고 천황과 대립해 교토에 무가 정권인 북조(北朝)를 세운다. 그리고, 헤이안쿄 니조 다카쿠라에 터를 잡았다. 2대 쇼군인 아시카가 요시아키라는 산조보몬(三条坊門)에 살았다. 3대 쇼군 아시카가 요시미쓰 때에 비로소 무로마치 도노가 있는 무로마치에 터를 잡게된다.
아시카가 요시미쓰는 1378년 헤이안쿄 기타코지 무로마치, 무로마치 도로 정면에 스코 상황(崇光上皇)의 센토 어소 조영과 기쿠테이 긴나오(菊亭公直) 저택 터에 저택을 짓기 시작해, 1379년 침전(寝殿)이 완성되었으며, 1381년 저택이 모두 완성되자, 아시카가 요시미쓰는 산조보몬 저택으로부터 거처를 이곳으로 옮긴다. 이 곳은 대궐에 가까웠고, 새로 지은 저택이지만, 저택이 있는 대지는 기존의 어소의 배(倍)에 이르는 규모라서 구게 사회에대한 일종의 무력시위였다.
정원 안에는 가모가와강의 물을 끌어들였고, 각지의 슈고 다이묘부터 헌상받은 화목으로 꾸몄다고 전해진다. 여기에 기인하여 하나노 어소(花の御所)로 불렸다. 아시카가 요시미쓰는 고엔유 천황과 간바쿠인 니조 모로쓰구 등을 초대해 시가와 게마리 등을 즐겼다. 1394년 쇼군직을 아들 아시카가 요시모치에 양도하고, 기타야마 도노(北山殿: 현재 로쿠온지)로 거처를 정한다. 하지만, 요시미쓰는 아들 요시모치와 사이가 나빴고, 요시미치는 아버지 사후, 거처를 무로마치 도노에서 산조보몬으로 거처를 옮긴다. 하나노 어소가 다시금 쇼군가의 저택이 된 것은 6대 쇼군인 아시카가 요시노리 때부터이다. 불행히도 8대 쇼군인 아시카가 요시마사 때에 일어난 오닌의 난으로 소실되었다.
그 후 무로마치 도노는 몇 번의 소규모 재건이 반복되었지만, 제13대 쇼군 아시카가 요시테루가 1559년 새롭게 지어진 니조 어소가 완성되자, 무로마치 도노는 더 이상 재건되지 않았다.